# Felisa Miceli

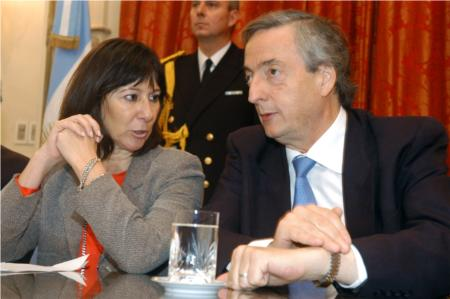
Felisa Miceli hội ý với Tổng thống Kirchner vào năm 2006.

Felisa Miceli (sinh ngày 26 tháng 9 năm 1952) là một nhà kinh tế học người Argentina, và là cựu Bộ trưởng Bộ Kinh tế và Sản xuất Argentina. Bà được bổ nhiệm bởi Tổng thống Néstor Kirchner vào ngày 28 tháng 11 năm 2005 thay cho Roberto Lavagna, và là người phụ nữ đầu tiên nắm giữ cương vị này. Bà từ chức vào ngày 16 tháng 7 năm 2007 khi các công tố viên tiến hành điều tra một túi tiền mặt tìm thấy trong văn phòng bộ trưởng của bà.

## Tiểu sử
Sinh ra tại Carlos Casares, Tỉnh Buenos Aires, Miceli là một sinh viên của Lavagna tại Đại học Buenos Aires. Bà là một nhà hoạt động cánh tả vào những năm 1960s, và sau đó giữ chức vụ Thư ký-Giám đốc của Bank of the Province of Buenos Aires khi Aldo Ferrer nắm giữ chức vụ thống đốc ngân hàng từ năm 1983 đến năm 1987. Bà sau đó làm việc trong công ty cố vấn của Lavagna, Ecolatina, vào đầu những năm 1990. Vào tháng 5 năm 2002, trong nhiệm kì tổng thống của Eduardo Duhalde và trong đỉnh điểm của cuộc khủng hoảng kinh tế Argentina, bà trở thành một phần của nhóm của Lavagna với tư cách là đại diện của Bộ trưởng Bộ kinh tế trước Ngân hàng Trung ương. Vào ngày 30 tháng 5 năm 2003, bà trở thành chủ tịch của Banco Nación.

### Scandal và từ chức
Vào tháng 7 năm 2007, Miceli bị dính líu vào một cuộc tranh cãi về một chiếc túi chứa US$31,000 và AR$100,000 mà cảnh sát tìm thấy trong một tủ chạn trong phòng tắm của văn phòng của bà. Miceli tuyên bố rằng đó là tiền bà mượn từ anh (em) trai của mình để làm tiền trả trước trong một cuộc mua bán bất động sản. Tuy nhiên những đồng peso Argentina lại được niêm phong trong một lớp giấy bọc được đánh số đặc biệt phát hành bởi Ngân hàng Trung ương, và bị lần ngược trở lại một công ty tài chính mà không hề có ghi nhận gì về việc rút một số lượng tiền như thế, và Miceli hay anh (em) trai của bà không hề là khách hàng của công ty này. Công tố viên liên bang Guillermo Marijuán đã yêu cầu một cuộc điều trần với Miceli.